# Andy Meyrick
Andy Meyrick, né le 4 septembre 1985 à Chester est un pilote automobile britannique. Il a notamment participé à deux reprises aux 24 Heures du Mans, en 2010 et en 2011.

## Carrière
En 2010, il participe aux 24 Heures du Mans sur Oreca 01 ; il termine quatrième au classement général.
En 2013, il pilote la DeltaWing en American Le Mans Series.
De 2013 à 2015, il pilote pour l'écurie M-Sport en Blancpain Endurance Series, au volant d'une Bentley Continental GT3,.
En 2016, il s'apprête à disputer les 24 Heures de Spa à bord d'une Bentley Continental GT3 de l'écurie Parker Racing,.